# Trichiopsammobius brasiliensis
Trichiopsammobius brasiliensis är en skalbaggsart som beskrevs av Rudolph Petrovitz 1963. Trichiopsammobius brasiliensis ingår i släktet Trichiopsammobius och familjen Aphodiidae. Inga underarter finns listade i Catalogue of Life.